# Sainte Marguerite (Raphaël, Vienne)
Pour l'autre tableau similaire, voir Sainte Marguerite (musée du Louvre).
Pour les articles homonymes, voir Sainte Marguerite.
Sainte Marguerite   est une peinture à l'huile sur toile (178 × 122 cm), attribuée à Giulio Pippi dit Giulio Romano, un disciple du peintre Raphaël, d'après un dessin préparatoire du maître. Le tableau est conservé au Kunsthistorisches Museum de Vienne (Autriche).
Une version similaire avec quelques différences de composition existe au musée du Louvre de Paris.

## Histoire
L'œuvre a été commandée à Raphaël en 1518 par le pape Léon X. Elle représente sainte Marguerite d'Antioche foulant au pied un dragon et était destinée à Marguerite d'Angoulême, duchesse d'Alençon et sœur de François Ier.
Le dessin préparatoire est de Raphaël et l'exécution de Giulio Romano.

## Thème
La Légende dorée de Jacques de Voragine rapporte que sainte Marguerite d'Antioche vainquit le démon en le piétinant, d'autres récits  qu'elle fut avalée par un monstre et qu'elle en transperça miraculeusement le ventre pour en sortir. C'est pourquoi elle est souvent représentée « hissée sur le dragon ».

## Description
Sainte Marguerite d'Antioche est représentée en pied, habillée d'une tenue bleue lui collant aux corps, tenant un linge rouge sur son bras gauche dont la main tient un crucifix : elle  se tient entre la gueule ouverte  du dragon et sa queue lovée au sol de gauche à droite ; il symbolise Satan l'ayant dévorée lors de son martyre.
Sa chevelure retenue sur le sommet par une coiffe, une fine auréole dorée au-dessus de la tête, elle porte le regard sur la gueule du dragon se tordant à ses pieds
La scène se déroule dans une sorte de crevasse au décor brun à l'orée d'une forêt. Un peu de ciel bleu est visible en haut à droite au travers de branchages.

## L'autre version du musée du Louvre
Dans la version du Louvre, la sainte tient une palme (symbole du martyre) de la main droite et sa posture est orientée différemment : de face un pied sur l'aile du dragon, ouverte au sol.

## Attribution
Les critiques d'art attribuent le dessin préparatoire à Raphaël et l'exécution à son disciple Giulio Romano.

## Sources
- Voir liens externes